# Acquarossa
Acquarossa és un municipi del cantó de Ticino (Suïssa), cap del districte de Blenio.